# Azufre Point
Der Azufre Point (in Argentinien Punta Azufre, spanisch für Schwefelspitze; im Vereinigten Königreich Wedgwood Point, in Chile Punta Pedro) ist eine Landspitze an der Danco-Küste des Grahamlands auf der Antarktischen Halbinsel. Sie liegt 5 km südöstlich des Kap Renard am Südufer der Flandernbucht bzw. der Nordseite der Kiew-Halbinsel.
Erstmals kartiert wurde sie bei der Belgica-Expedition (1897–1899) des belgischen Polarforschers Adrien de Gerlache de Gomery. Die Benennung geht auf Teilnehmer einer argentinischen Antarktisexpedition im Jahr 1954 zurück. Das UK Antarctic Place-Names Committee benannte das Kap dagegen 1961 nach dem britischen Künstler und Fotografiepionier Thomas Wedgwood (1771–1805). Namensgeber der chilenischen Benennung ist Korvettenkapitän Pedro Fernando González
Pacheco, der am 9. April 1961 als Leiter der Arturo-Prat-Station beim Sturz vom López-Nunatak ums Leben gekommen war.